# Arbrå kyrka
Arbrå kyrka är en kyrkobyggnad i Arbrå i Uppsala stift. Den är församlingskyrka i Arbrå-Undersviks församling. Kyrkan ligger strax intill Kyrksjön som är en del av älven Ljusnan.

## Kyrkobyggnaden

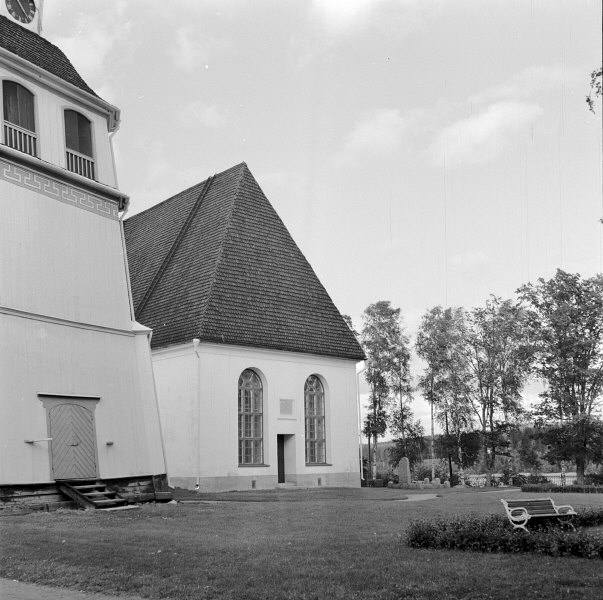
Kyrkans valmade takfall.

Kyrkan är byggd av sten och har en korsformad utformning. I den östra rakt avslutade korsarmen ligger koret. En vidbyggd sakristia finns i hörnet mellan norra korsarmen och koret. Ingångar finns på västra, södra samt norra korsarmsgavlarna. I norr går ingången via ett utbyggt vindfång. Exteriören präglas fortfarande av den ursprungliga medeltidskyrkans bevarade murar. De branta gavelröstena har tidstypiska, dekorativa blinderingar. Samtliga yttertak har spåntäckning och de tillfogade korsarmsgavlarna har valmade takfall. I korvalvet finns kalkmålningar från början av 1500-talet.

## Historik
Kyrkan uppfördes troligen i slutet av 1400-talet eller i början av 1500-talet. Framför portalen i sydväst tillfogades ett vapenhus, troligtvis under senmedeltiden då kyrkorummet också försågs med stjärnvalv. 1635 eldhärjades kyrkan och valvens kalkmålningar skadades. 1753 – 1754 tillfogades korsarmar åt norr och söder. Den befintliga sakristian tillbyggdes i flera etapper strax därefter. Vid restaurerigen 1914 framtogs kalkmålningarna i korpartiet. Kyrkans konsekventa och välbevarade inredning härrör från senare delen av 1700-talet fram till början av 1900-talet. Koret är inrett efter ritningar utförda 1857 av Johan Fredrik Åbom. 

## Inventarier
- Dopfunten består av ett träställ i gustaviansk stil som bär upp en modern silverskål.
- Nuvarande stora predikstol målad i vitt och guld tillkom på 1700-talet. Den tidigare predikstolen från 1600-talet skänktes 1793 till Alfta kyrka.
- Bänkinredning och läktare härstammar från 1700-talet.

### Orgel
- År 1761 köptes en orgel in från Ljusdals kyrka. Orgeln var byggd 1733 av Johan Niclas Cahman, Stockholm. Orgeln sattes upp i kyrkan och utökades med 10 stämmor (totalt 18 stämmor) av Jonas Gren och Petter Stråhle, Stockholm. Orgeln hade 3 bälgar.[2] 11 stämmor i huvudverket och 7 stämmor i öververket.

| Huvudverk         | Öververket |
| Kvintadena 16'    |            |
| Principal 8'      |            |
| Gedackt 8'        |            |
| Oktava 4'         |            |
| Rörflöjt 4'       |            |
| Kvinta 3'         |            |
| Oktava 2'         |            |
| Scharf III        |            |
| Trumpet 8' B/D    |            |
| Trumpet 4' B      |            |
| Vox virginea 8' D |            |

År 1834 tillbyggdes orgeln av Olof Hanberg, Arbrå. Orgeln såldes 1887 till Bjuråkers kyrka.
- 1887 byggdes en ny orgel  av E. A. Setterquist & Son, Örebro. Orgeln hade 14 stämmor fördelade på 7 och 4 stämmor i två manualer och 3 i pedalen samt 5 koppel. Även crescendo- och diminuendolåda. Orgeln avsynades 20 augusti 1887 av musikdirektör August Lagergren från Ockelbo. Invigning skedde söndagen 28 augusti 1887.[3] Orgeln byggdes om 1937 av A Mårtenssons Orgelfabrik AB, Lund.
- Den nuvarande orgeln byggdes 1976 av Olof Hammarberg, Göteborg. Fasaden är från 1887 års orgel. Orgeln har mekanisk traktur, elektrisk registratur och slejflådor. Tonomfånget är 56/30. Den har även tusentals setzerkombinationer och tutti register. 1981 tillbyggdes orgeln med cymbelstjärna och näktergal.

| Huvudverk I         | Svällverk II      | Pedal        | Koppel |
| Borduna 16´         | Salicional 8´     | Subbas 16´   | I/P    |
| Principal 8´        | Voix céleste 8´   | Octava 8´    | II/P   |
| Flûte harmonique 8' | Rörflöjt 8'       | Gedackt 8´   | II/I   |
| Gamba 8'            | Kvintadena 8'     | Oktava 4'    |        |
| Oktava 4'           | Principal 4'      | Nachthorn 2' |        |
| Flûte octaviante 4' | Blockflöjt 4'     | Mixtur III   |        |
| Oktava 2'           | Nazard 2 2/3'     | Basun 16'    |        |
| Cornett III         | Piccolo 2'        | Trumpet 4'   |        |
| Mixtur V 1 1/3'     | Ters 1 3/5'       |              |        |
| Trumpet 8'          | Oktava 1'         |              |        |
|                     | Scharf IV         |              |        |
|                     | Fagott 16'        |              |        |
|                     | Oboe 8'           |              |        |
|                     | Tremulant         |              |        |
|                     | Crescendosvällare |              |        |

## Kyrkogården
På kyrkogården finns en fristående, inbyggd klockstapel som uppfördes 1637 men fick sin nuvarande utformning 1821. Dess storklocka göts år 1637 av Anders Höök. Klockstapeln är något yngre än många av de andra klockstaplarna i Hälsingland. På 1800-talet fanns planer på att bygga ett kyrktorn, planer som dock inte förverkligades.

## Galleri

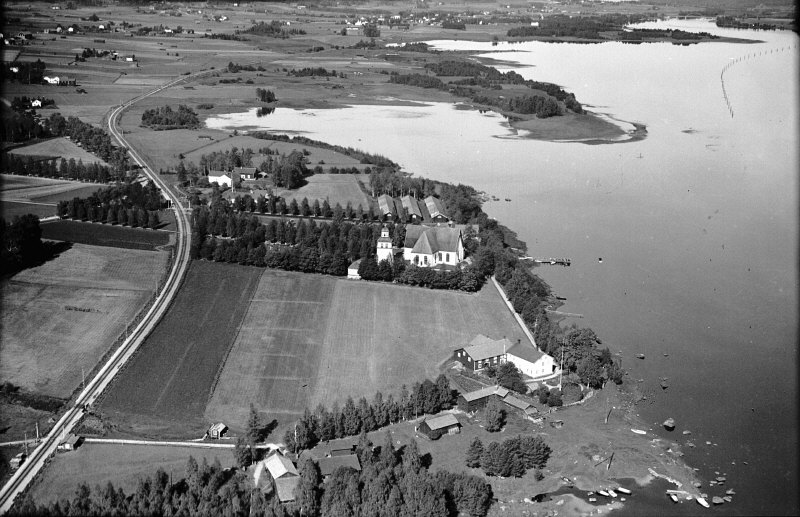
Flygfoto över Arbrå kyrka intill Ljusnans strand.
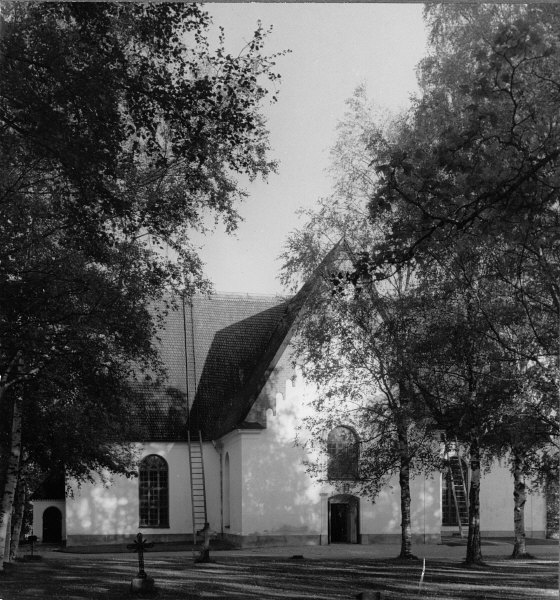
Arbrå kyrka, foto från 1954.
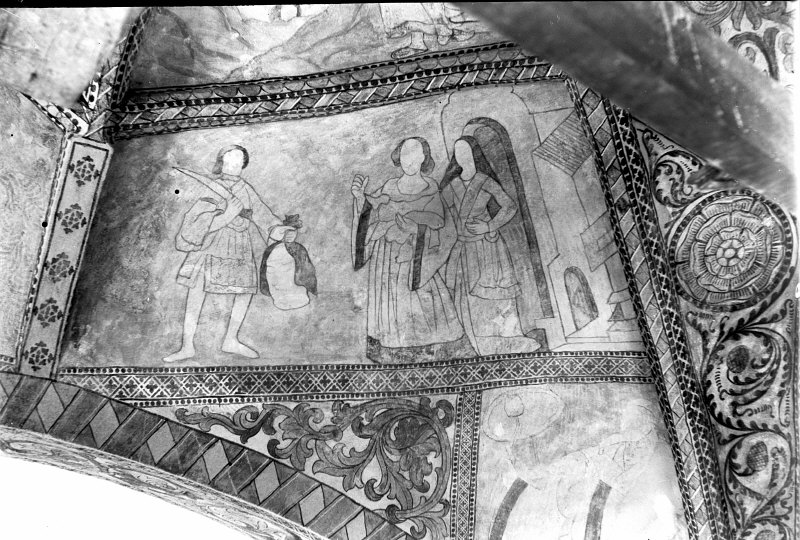
Kalkmålning efter restaureringen år 1914.